# Bullowsee
Der Bullowsee liegt in der Mecklenburgischen Seenplatte etwa 2,5 Kilometer südöstlich von Roggentin und südwestlich von Neustrelitz im Süden Mecklenburg-Vorpommerns. Er befindet sich im Gemeindegebiet von Userin. Die Fläche des Sees ist schwer bestimmbar, da die Uferlinie im Westen fließend in ein Moorgebiet übergeht. Die offene Wasserfläche ist zirka 800 Meter lang und bis zu 400 Meter breit. Mit dem umgebenden Feuchtgebiet beträgt die Fläche 0,664 km². 
Er liegt im Waldgebiet der Zwenzower Tannen und im Nationalpark Müritz.
Der Name leitet sich von polabisch *bolgelov für 'Wasserschierling' ab.